# Liste der Naturschutzgebiete in Mittelfranken
Die Liste der Naturschutzgebiete in Mittelfranken bindet folgende Listen der Naturschutzgebiete in mittelfränkischen Landkreisen und Städten aus dem Artikelnamensraum ein:
- Liste der Naturschutzgebiete im Landkreis Ansbach
- Liste der Naturschutzgebiete in der Stadt Ansbach
- Liste der Naturschutzgebiete in der Stadt Erlangen
- Liste der Naturschutzgebiete im Landkreis Erlangen-Höchstadt
- Liste der Naturschutzgebiete im Landkreis Fürth
- Liste der Naturschutzgebiete im Landkreis Neustadt an der Aisch-Bad Windsheim
- Liste der Naturschutzgebiete in der Stadt Nürnberg
- Liste der Naturschutzgebiete im Landkreis Nürnberger Land
- Liste der Naturschutzgebiete im Landkreis Roth
- Liste der Naturschutzgebiete im Landkreis Weißenburg-Gunzenhausen

Die Auswahl entspricht dem Regierungsbezirk Mittelfranken. Im Regierungsbezirk gibt es 66 Naturschutzgebiete (Stand Dezember 2018). Das größte Naturschutzgebiet im Bezirk ist der Tennenloher Forst.
| Ampfrachsee                                               | BW | NSG-00564.01 WDPA: 318115    | Landkreis Ansbach                                                        | Schnelldorf Strukturreicher Feuchtlebensraum mit extensiven Wiesen. | ⊙ | 36,09    | 1982          |
| Ellenbach                                                 | BW | NSG-00588.01 WDPA: 318338    | Landkreis Ansbach                                                        | Voggendorf Mäh-, Feucht- und Streuwiesen, Feuchtbrachen und Erlenbruchwald. | ⊙ | 27,74    | 1940          |
| Feuchtflächen am Hammerschmiedsweiher                     | BW | NSG-00215.01 WDPA: 163051    | Landkreis Ansbach                                                        | Dambach Vermoorter Talraum. | ⊙ | 19,34    | 1993          |
| Großlellenfelder Moor                                     | BW | NSG-00316.01 WDPA: 163384    | Landkreis Ansbach                                                        | Großlellenfeld Streuwiesen, Zwischenmoor- und Sumpfwaldbereiche. | ⊙ | 10,77    | 1987          |
| Heglauer Wasen                                            | BW | NSG-00105.01 WDPA: 81845     | Landkreis Ansbach                                                        | Heglau Flachmoore und Pfeifengraswiesen. | ⊙ | 5,4      | 1977          |
| Kappelwasen                                               | BW | NSG-00104.01 WDPA: 82040     | Landkreis Ansbach                                                        | Ornbau Biotopkomplex mit einer weiträumigen Feuchtwiesenlandschaft. | ⊙ | 11,71    | 1977          |
| Karrachsee                                                | BW | NSG-00370.01 WDPA: 164030    | Landkreis Ansbach                                                        | Windelsbach Vielgestaltiger Komplex aus Feuchtbiotopen mit zahlreichen Quellaustritten. | ⊙ | 19,88    | 1990          |
| Kühberg bei Gastenfelden                                  |    | NSG-00223.01 WDPA: 164280    | Landkreis Ansbach                                                        | Gastenfelden Magerrasen. | ⊙ | 17,31    | 1984          |
| Moosteile am Klarweiher                                   | BW | NSG-00211.01 WDPA: 164691    | Landkreis Ansbach                                                        | Dennenlohe Niedermoorböden. | ⊙ | 9,7      | 1984          |
| Nasswiesen Lierenfeld                                     |    | NSG-00179.01 WDPA: 82207     | Landkreis Ansbach, Landkreis Donau-Ries                                  | Fürnheim Nasswiesen. Landkreis Ansbach = 6,61 ha Landkreis Donau-Ries = 0,07 ha | ⊙ | 6,68     | 1983          |
| Schafhutungen um Kirnberg                                 | BW | NSG-00446.01 WDPA: 165353    | Landkreis Ansbach                                                        | Kirnberg Magerrasen. | ⊙ | 47,54    | 1993          |
| Schandtauberhöhle                                         | BW | NSG-00205.01 WDPA: 165361    | Landkreis Ansbach                                                        | Bettenfeld Wasserführende Großhöhle. | ⊙ | 11,98    | 1984          |
| Trockenrasenhutung Cadolzhofen                            | BW | NSG-00244.01 WDPA: 165963    | Landkreis Ansbach                                                        | Cadolzhofen Mit Gehölzen durchsetzter Trockenrasen. | ⊙ | 13,55    | 1985          |
| Vogelfreistätte Großer und Kleiner Lindleinsee            |    | NSG-00378.01 WDPA: 166066    | Landkreis Ansbach                                                        | Schweinsdorf Flache Teichufer mit breitem Schilfgürtel. | ⊙ | 28,58    | 1990          |
| Vogelfreistätte Walk- und Gaisweiher                      | BW | NSG-00204.01 WDPA: 166078    | Landkreis Ansbach                                                        | Dinkelsbühl Weiher mit besonderer Bedeutung für die Vogelwelt. | ⊙ | 33,9     | 1984          |
| Scheerweihergebiet bei Schalkhausen                       |    | NSG-00368.01 WDPA: 165372    | Ansbach                                                                  | Ansbach Flacher Teich mit umgebenden ausgedehnte Teichbinsen-, Rohrkolben- und Schilfröhrichte. | ⊙ | 52,95    | 1990          |
| Brucker Lache                                             |    | NSG-00199.01 WDPA: 162592    | Erlangen                                                                 | Erlangen Feuchtwälder | ⊙ | 114,17   | 1964          |
| Exerzierplatz                                             |    | NSG-00578.01 WDPA: 318380    | Erlangen                                                                 | Erlangen Wechsel von Sandmagerrasen, dichten Grasfluren, offenen Sandflächen und Gehölzgruppen. | ⊙ | 24,74    | 2000          |
| Feuchtwiesen Ziegenanger bei Neuhaus                      |    | NSG-00340.01 WDPA: 163088    | Erlangen-Höchstadt                                                       | Adelsdorf Ausgedehnte flache Wiesenlage inmitten einer sichtoffenen Agrarlandschaft. | ⊙ | 34,83    | 1988          |
| Weiherkette nördlich Bösenbechhofen                       |    | NSG-00754.01 WDPA: 555560673 | Erlangen-Höchstadt                                                       | Höchstadt an der Aisch Vielfältige Weiherlandschaft und Auwald. Vorkommen des Kammmolchs sowie der Großen Moosjungfer. | ⊙ | 23,06    | 2012          |
| Tennenloher Forst                                         |    | NSG-00483.01 WDPA: 165851    | Erlangen, Erlangen-Höchstadt                                             | Forst Tennenlohe Charakteristischer Ausschnitt des Sebalder Reichswaldes. | ⊙ | 955,95   | 1994          |
| Vogelfreistätte Weihergebiet bei Mohrhof                  |    | NSG-00167.01 WDPA: 82807     | Erlangen-Höchstadt                                                       | Poppenwind Ausgedehnter Teichkomplex mit bald 100 Teichen. | ⊙ | 128,87   | 1982          |
| Weihergebiet bei Krausenbechhofen                         |    | NSG-00314.01 WDPA: 166208    | Erlangen-Höchstadt                                                       | Krausenbechhofen Typische Teichgruppen des Aischgrundes. | ⊙ | 26,25    | 1987          |
| Wildnis am Rathsberg                                      |    | NSG-00514.01 WDPA: 166315    | Forchheim, Erlangen-Höchstadt                                            | Rathsberg Naturnahe Laub- und Mischwälder. | ⊙ | 26,60    | 2015          |
| Weiherkette bei Oberreichenbach                           | BW | NSG-00396.01 WDPA: 166211    | Landkreis Fürth                                                          | Oberreichenbach Weiherkette. | ⊙ | 9,67     | 1992          |
| Hainberg                                                  |    | NSG-00493.01 WDPA: 163484    | Nürnberg, Landkreis Fürth                                                | Oberasbach Größtes zusammenhängendes Sandmagerrasengebiet Nordbayerns. Landkreis Fürth = 196,73 ha Nürnberg = 14,8 ha | ⊙ | 211,53   | 1995          |
| Gipshöhle Höllern und Gipshügel „Sieben Buckel“           |    | NSG-00278.01 WDPA: 163252    | Landkreis Neustadt an der Aisch-Bad Windsheim                            | Markt Nordheim Zwei ausgedehnte Höhlensysteme und besondere Flora und Fauna. | ⊙ | 10,16    | 1986          |
| Gräfholz und Dachsberge                                   |    | NSG-00299.01 WDPA: 163300    | Landkreis Neustadt an der Aisch-Bad Windsheim                            | Bad Windsheim Landeskundlich besonders wertvoller Wald in Bayern. | ⊙ | 350,36   | 1986          |
| Holzöd bei Ippesheim                                      | BW | NSG-00224.01 WDPA: 163783    | Landkreis Neustadt an der Aisch-Bad Windsheim                            | Ippesheim Artenreiche Halbtrockenrasen. | ⊙ | 5,88     | 1984          |
| Hutung am Gigert                                          | BW | NSG-00420.01 WDPA: 163841    | Landkreis Neustadt an der Aisch-Bad Windsheim                            | Ergersheim, Seenheim Markante Wacholderheiden. | ⊙ | 39,47    | 1992          |
| Külsheimer Gipshügel                                      |    | NSG-00181.01 WDPA: 164297    | Landkreis Neustadt an der Aisch-Bad Windsheim                            | Bad Windsheim, Külsheim Gipshügel und extensiv genutzte Magerwiesen. | ⊙ | 8,37     | 1983          |
| Rammelsee und Kleiner Schimmelsteig                       | BW | NSG-00183.01 WDPA: 82364     | Landkreis Neustadt an der Aisch-Bad Windsheim                            | Ergersheim, Seenheim Eichen-Mischwälder mit historischer Waldnutzungsform. | ⊙ | 39,53    | 1983          |
| Weiherboden bei Anfelden                                  | BW | NSG-00457.01 WDPA: 166207    | Landkreis Neustadt an der Aisch-Bad Windsheim, Landkreis Ansbach         | Oberdachstetten, Anfelden Aufgelassener Weiher mit umgebenden Wiesenflächen. Landkreis Neustadt an der Aisch = 7,24 ha Landkreis Ansbach = 1,37 ha                                                                                                   | ⊙ | 8,62     | 1993          |
| Sandgruben am Föhrenbuck                                  |    | NSG-00407.01 WDPA: 165316    | Nürnberg                                                                 | Nürnberg Ehemalige Sandgruben. | ⊙ | 21,93    | 1992          |
| Pegnitztal Ost                                            |    | NSG-00758.01 WDPA: 396073    | Nürnberg                                                                 | Nürnberg Naturnaher Abschnitt des Pegnitztales mit Sandmagerrasen, Extensivgrünland, Au- und sonstigen Wäldern. | ⊙ | 221      | 2018          |
| Flechten-Kiefernwälder südlich Leinburg                   |    | NSG-00570.01 WDPA: 318401    | Landkreis Nürnberger Land                                                | Leinburg Einzigartiger Naturraum mit durch Trockenheit geprägten Sanddünen, Flechten und Kiefernwäldern. | ⊙ | 834,0803 | 1950          |
| Schwarzach-Durchbruch                                     |    | NSG-00300.01 WDPA: 165487    | Landkreis Nürnberger Land, Landkreis Roth                                | Schwarzenbruck Räthsandsteinschlucht mit Brandungshöhlen, Reichtum an Moosen, Erlen – Auwälder und an den Hängen Mischwälder Buchen-, Kiefern- und Fichtenbesatz. Flächenaufteilung: Landkreis Nürnberger Land = 25,04ha Landkreis Roth = 13,23      | ⊙ | 38,27    | 1936          |
| Schwarzenbrucker Moor                                     |    | NSG-00415.01 WDPA: 165504    | Landkreis Nürnberger Land                                                | Schwarzenbruck Eines der wenigen Moore in Mittelfranken. Verlandungskomplex aus naturnahen Teichen mit Schwimmblatt- und Unterwasservegetation. | ⊙ | 9,8906   | 1982          |
| Oberes Molsberger Tal                                     |    | NSG-00227.01 WDPA: 164884    | Landkreis Nürnberger Land                                                | Happurg Naturnahe Schluchtwälder mit Quellhängen, beweideten Magerrasen, Wacholderbüschen, Wiesen, Hochstaudenfluren und Kalkschuttfluren. | ⊙ | 17,4252  | 4. Dez. 1984  |
| Rinntal bei Alfeld                                        |    | NSG-00579.01 WDPA: 318994    | Landkreis Nürnberger Land                                                | Alfeld Typisches Juratrockental der Albhochfläche. | ⊙ | 32,8211  | 8. Sep. 2000  |
| Schottental bei Heldmannsberg                             |    | NSG-00579.01 WDPA: 318994    | Landkreis Nürnberger Land                                                | Pommelsbrunn Talgrund mit typischem Charakter eines Hutangers. | ⊙ | 42,0441  | 25. Sep. 1996 |
| Feuchtgebiet und Sandmagerrasen bei Speikern              | BW | NSG-00242.01 WDPA: 163062    | Landkreis Nürnberger Land                                                | Ottensoos Abwechslungsreicher Lebensraum aus trockenen Sand- und Feuchtbiotopen. | ⊙ | 10,4915  | 1996          |
| Pegnitzau zwischen Ranna und Michelfeld                   |    | NSG-00548.01 WDPA: 318939    | Landkreis Nürnberger Land, Landkreis Amberg-Sulzbach, Landkreis Bayreuth | Neuhaus, Auerbach, Pegnitz Talauen. Flächenaufteilung: Landkreis Nürnberger Land = 99,34ha Landkreis Amberg-Sulzbach = 79,83ha Landkreis Bayreuth = 19,24ha                                                                                          | ⊙ | 198,71   | 1998          |
| Bach und Schluchtwald bei Untermässing                    |    | NSG-00447.01 WDPA: 162312    | Landkreis Roth                                                           | Untermässing Quellaustritte mit Kalktuffbildungen | ⊙ | 12,2     | 1987          |
| Kuhbachtal bei Hausen                                     |    | NSG-00502.01 WDPA: 164278    | Landkreis Roth                                                           | Röckenhofen Typischer Landschaftsausschnitt des Albtraufs | ⊙ | 48,8     | 1995          |
| Nordwestufer der Rothsee-Hauptsperre                      |    | NSG-00541.01 WDPA: 318868    | Landkreis Roth                                                           | Roth Verlandungsbereich mit Flachwasserzonen und mehreren Inseln | ⊙ | 47,24    | 1998          |
| Stauwurzel des Rothsees                                   |    | NSG-00404.01 WDPA: 165657    | Landkreis Roth                                                           | Allersberg Auwälder, Freiwasserbereich, unzugängliche Inseln und Verlandungsbereich | ⊙ | 45,19    | 1992          |
| Thalachwiesen                                             | BW | NSG-00426.01 WDPA: 165872    | Landkreis Roth                                                           | Thalmässing Naturnaher Bachlauf und aufgelassene, gepflegte Flächen | ⊙ | 12,64    | 1992          |
| Vogelfreistätte Kauerlacher Weiher                        | BW | NSG-00276.01 WDPA: 166073    | Landkreis Roth                                                           | Karm Naturnahes Stillgewässer | ⊙ | 40,69    | 1986          |
| Vogelfreistätte Schwarzachwiesen bei Freystadt            | BW | NSG-00331.01 WDPA: 166077    | Landkreis Roth, Landkreis Neumarkt in der Oberpfalz                      | Ebenried, Freystadt Großer Wiesenkomplex mit teilweise extensiv genutzten Wiesen, der einen wichtigen Lebensraum für störungsempfindliche, wiesenbrütende Vogelarten bietet. Landkreis Neumarkt in der Oberpfalz: 20,83 ha, Landkreis Roth: 21,41 ha | ⊙ | 42,24    | 1988          |
| Baggerweiher zwischen Bechhofen und Gauchsdorf            |    | NSG-00757.01                 | Landkreis Roth                                                           | Abenberg, Büchenbach Aufgelassenen Sandabbaustellen. Lebensräume einer artenreichen Tier- und Pflanzenwelt. | ⊙ | 35,54    | 2017          |
| Auwald bei Westheim                                       | BW | NSG-00475.01 WDPA: 162305    | Landkreis Weißenburg-Gunzenhausen                                        | Westheim (Mittelfranken) Feuchtwaldgebiet, das von Schwarzerlen-Eschen-Sumpfwäldern geprägt ist. | ⊙ | 50,33    | 1979          |
| Brombachmoor                                              | BW | NSG-00194.01 WDPA: 81462     | Landkreis Weißenburg-Gunzenhausen                                        | Langlau Moor in einem Muldental von Erlenbruchwäldern, Auwäldern und kleinen Tümpeln bedeckt. | ⊙ | 3,94     | 1995          |
| Buchleite bei Markt Berolzheim                            |    | NSG-00465.01 WDPA: 162621    | Landkreis Weißenburg-Gunzenhausen                                        | Markt Berolzheim Halbtrockenrasen, mit Beweidung von Schafen. | ⊙ | 31,13    | 1986          |
| Eichen-Hainbuchenwald Laubenbuch bei Rothenstein          |    | NSG-00266.01 WDPA: 162883    | Landkreis Weißenburg-Gunzenhausen                                        | Rothenstein Historischer Waldbewirtschaftung in Form eines Mittelwaldes. | ⊙ | 20,38    | 1985          |
| Grafenmühle                                               |    | NSG-00577.01 WDPA: 318456    | Landkreis Weißenburg-Gunzenhausen                                        | Langlau Freie Wasserflächen und trockene Fichten-Kiefern-Wälder. | ⊙ | 88,52    | 2000          |
| Halbinsel im Kleinen Brombachsee                          |    | NSG-00344.01 WDPA: 163494    | Landkreis Weißenburg-Gunzenhausen                                        | Langlau Artenreiche magere Wiesen von unterschiedlichen Biotopen umgeben. | ⊙ | 42,06    | 1989          |
| Juratrockenhang mit der Felsgruppe "Zwölf Apostel"        |    | NSG-00216.01 WDPA: 163959    | Landkreis Weißenburg-Gunzenhausen                                        | Solnhofen Reihe von Felstürmen. | ⊙ | 15,12    | 1984          |
| Märzenbecherwald bei Ettenstatt                           |    | NSG-00337.01 WDPA: 164577    | Landkreis Weißenburg-Gunzenhausen                                        | Ettenstatt Größtes Vorkommen der Frühlingsknotenblume im Landkreis Weißenburg-Gunzenhausen. | ⊙ | 11,82    | 1988          |
| Quellhorizonte und Magerrasen am Albtrauf bei Niederhofen |    | NSG-00275.01 WDPA: 165066    | Landkreis Weißenburg-Gunzenhausen                                        | Niederhofen Quellaustritte sowie Niedermoore. | ⊙ | 44,59    | 1986          |
| Sägmühle                                                  |    | NSG-00580.01 WDPA: 319037    | Landkreis Weißenburg-Gunzenhausen, Landkreis Roth                        | Absberg, Enderndorf, Kalbensteinberg Flachwasserzone und angrenzende Freiwasserbereiche. Landkreis Weißenburg-Gunzenhausen = 19,44 ha Landkreis Roth = 12,92 ha                                                                                      | ⊙ | 32,35    | 2000          |
| Schambachried                                             |    | NSG-00099.01 WDPA: 82506     | Landkreis Weißenburg-Gunzenhausen                                        | Schambach Seltenes Kalkflachmoor. | ⊙ | 6,88     | 1973          |
| Stauwurzel des Igelsbachsees                              |    | NSG-00345.01 WDPA: 165656    | Landkreis Weißenburg-Gunzenhausen                                        | Absberg Biotopkomplex aus Verlandungsgesellschaften, Erlenbruchwaldresten und Brachflächen. | ⊙ | 25,25    | 1989          |
| Steinerne Rinne bei Wolfsbronn                            |    | NSG-00213.01 WDPA: 82630     | Landkreis Weißenburg-Gunzenhausen                                        | Meinheim Moosbewachsene Kalktuffrinne. | ⊙ | 6,53     | 1984          |
| Vogelfreistätte Flachwasser- und Inselzone im Altmühlsee  |    | NSG-00311.01 WDPA: 166070    | Landkreis Weißenburg-Gunzenhausen                                        | Gunzenhausen, Muhr am See „Vogelinsel“ mit flachen Inseln, Schlammbänken und langen Uferlinien | ⊙ | 201,54   | 1987          |
| Legende für Naturschutzgebiet                             |    |                              |                                                                          | |   |          |               |